# Jorge Carlos Patrón Wong
Jorge Carlos Patrón Wong (ur. 3 stycznia 1958 w Méridzie) – meksykański duchowny rzymskokatolicki, biskup koadiutor Papantla
w latach 2009–2012, biskup diecezjalny Papantla
w latach 2012–2013, sekretarz pomocniczy Kongregacji ds. Duchowieństwa w latach 2013–2021, arcybiskup metropolita Jalapy od 2022.

## Życiorys
Święcenia kapłańskie otrzymał 12 stycznia 1988 i został inkardynowany do archidiecezji jukatańskiej. Po święceniach studiował w Rzymie, zaś po powrocie do kraju został wykładowcą uniwersytetu w rodzinnym mieście. W 2000 objął funkcję rektora jukatańskiego seminarium.
15 października 2009 papież Benedykt XVI mianował go biskupem koadiutorem diecezji Papantla. Sakry biskupiej udzielił mu 15 grudnia 2009 nuncjusz apostolski w Meksyku - arcybiskup Christophe Pierre. Rządy w diecezji objął 2 maja 2012 po przejściu na emeryturę poprzednika.
21 września 2013 papież Franciszek mianował go sekretarzem pomocniczym do spraw seminariów duchownych Kongregacji ds. Duchowieństwa, podnosząc go jednocześnie do godności arcybiskupa ad personam.
8 grudnia 2021 papież Franciszek przeniósł go na urząd arcybiskupa metropolity Jalapy.